# Mescherin
Mescherin ist eine Gemeinde im Nordosten des Landkreises Uckermark im Bundesland Brandenburg (Deutschland). Die Gemeinde wird vom Amt Gartz (Oder) mit Sitz in der Stadt Gartz (Oder) verwaltet.

## Geografie

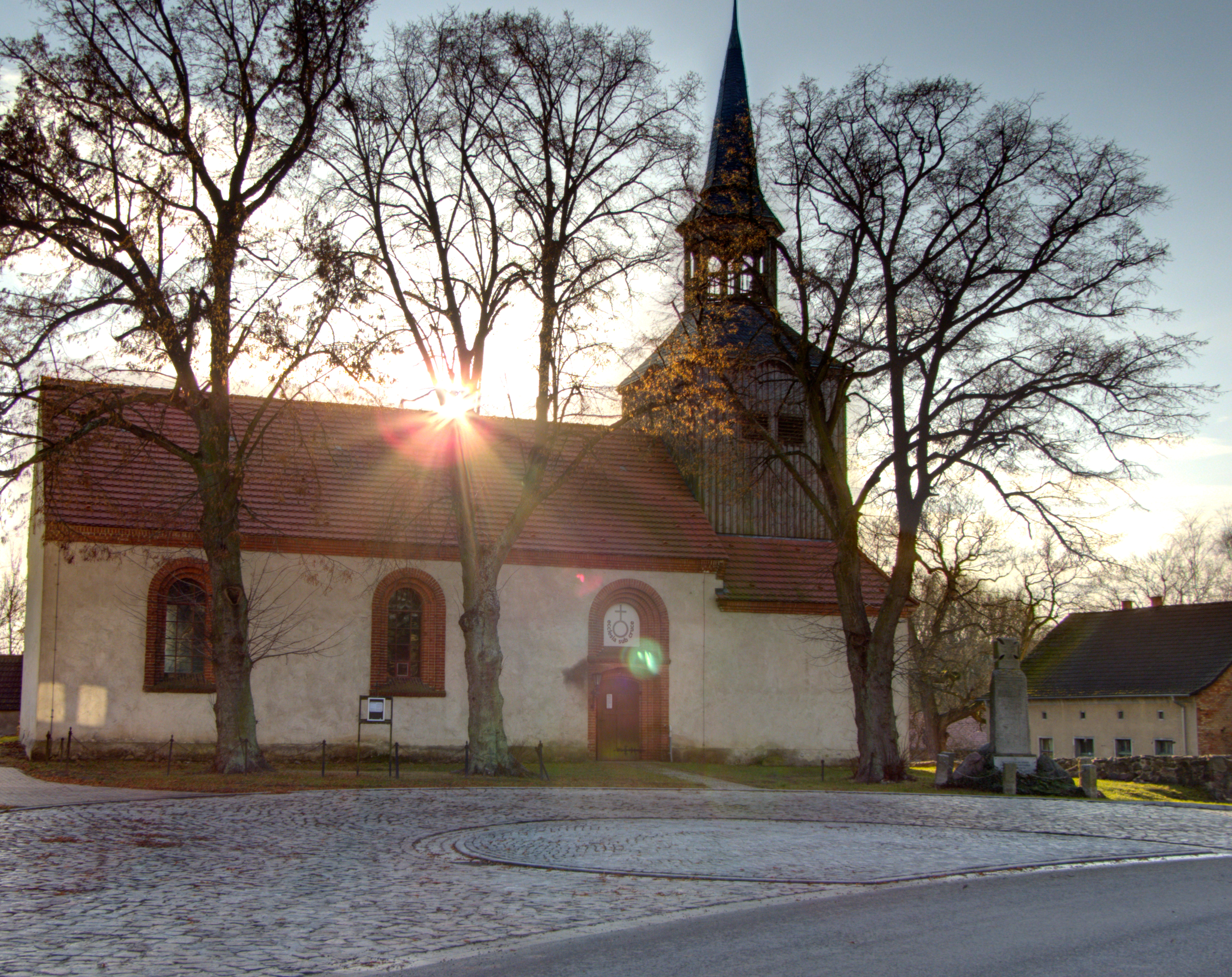
Kirche Mescherin

Seeberg, Blick in Richtung Osten

Das westliche Gemeindegebiet liegt im Bereich einer Endmoräne, die sich am Westrand des Odertales mit Höhen von etwa 65 m ü. NHN entlang zieht. Der Hauptort Mescherin dagegen liegt direkt am steilen Ufer der Westoder, die zehn Kilometer flussaufwärts aus der Teilung des Hauptstromes hervorgeht, der hier nur Zentimeter über dem Meeresspiegel liegt. Die Westoder (polnisch: Odra Zachodnia) ist Grenzfluss zur Republik Polen, die parallel fließende Ostoder (polnisch: Odra Wschodnia) befindet sich vollständig auf polnischem Territorium. Zwei Kilometer nördlich von Mescherin ist auch die Westoder beidseitig polnisch; hier beginnt der etwa 55 km lange Abschnitt der Landgrenze zu Polen, der sich nach Norden bis zum Stettiner Haff hinzieht.
Umgeben wird Mescherin von den Nachbargemeinden Nadrensee im Norden, Gryfino (Greifenhagen) im Osten, Gartz (Oder) im Süden, Tantow im Südwesten und Westen sowie Penkun im Nordwesten.
Die nächstgelegenen Städte sind Gryfino, Gartz (Oder), Penkun und Stettin. Mescherin ist die nördlichste Gemeinde im Nationalpark Unteres Odertal.

## Gemeindegliederung
Ortsteile und bewohnte Gemeindeteile
- Mescherin mit dem Gemeindeteil Staffelde
- Neurochlitz
- Radekow
- Rosow mit dem Gemeindeteil Neu-Rosow

Wohnplatz
- Krähenort

## Geschichte
1297 wurde Mescherin erstmals in einer Schenkungsurkunde erwähnt. Nach dem Dreißigjährigen Krieg, der das gesamte Gebiet stark in Mitleidenschaft zog, gehörte Mescherin 72 Jahre zu Schwedisch-Pommern.
In der Mitte des 19. Jahrhunderts wurde aus anfänglichen Sandgruben ein regelrechter Abbau-Standort. 1857 wurden zwei Holzbrücken über die Oder gebaut, 1911 folgte eine Eisenbrücke, die nach lang anhaltenden Kampfhandlungen 1945 zerstört wurde.
Mit dem Bau von Wochenendhäusern und einem Campingplatz ab 1977 begann die Erschließung der Gemeinde für den Tourismus. 1999 wurde das Bollwerk an der Westoder restauriert, so dass heute Sportboote dort anlegen können.
Verwaltungsgeschichte
Von 1817 bis 1939 gehörten Mescherin und seine heutigen Ortsteile zum Landkreis Randow, ab 1939 zum Kreis Greifenhagen in der preußischen Provinz Pommern.
Der Landkreis Randow wurde nach 1945 neu gegründet und dem Land Mecklenburg zugeordnet. Nach der DDR-Kreisreform von 1950 gehörten Mescherin und seine heutigen Ortsteile zum Landkreis Angermünde im Land Brandenburg (ab 1952 im Bezirk Frankfurt (Oder)). Seit 1993 liegen die Orte im brandenburgischen Landkreis Uckermark.
Am 31. Dezember 2002 schlossen sich die bis dahin selbstständigen Gemeinden Mescherin, Neurochlitz, Radekow und Rosow zusammen. Sie sind seitdem Ortsteile der Gemeinde Mescherin.

## Bevölkerungsentwicklung
| Jahr | Einwohner |
| ---- | --------- |
| 1875 | 819       |
| 1890 | 746       |
| 1910 | 840       |
| 1925 | 613       |
| 1933 | 638       |
| 1939 | 692       |

| Jahr | Einwohner |
| ---- | --------- |
| 1946 | 784       |
| 1950 | 611       |
| 1964 | 634       |
| 1971 | 616       |
| 1981 | 469       |
| 1985 | 431       |

| Jahr | Einwohner |
| ---- | --------- |
| 1990 | 377       |
| 1995 | 406       |
| 2000 | 411       |
| 2005 | 776       |
| 2010 | 785       |
| 2015 | 786       |

| Jahr | Einwohner |
| ---- | --------- |
| 2020 | 820       |
| 2021 | 796       |
| 2022 | 743       |
| 2023 | 742       |
| 2024 | 726       |

Gebietsstand des jeweiligen Jahres, Einwohnerzahl: Stand 31. Dezember (ab 1991), ab 2011 auf Basis des Zensus 2011, ab 2022 auf Basis des Zensus 2022

Der Bevölkerungsanstieg im Jahr 2005 ist auf den Zusammenschluss mit drei vorher selbstständigen Gemeinden im Jahr 2002 zurückzuführen.
Nach den Ergebnissen des Zensus 2011 hatte die Gemeinde im Jahr 2011 einen Ausländeranteil von 13,8 %, wobei es sich ausschließlich um polnische Staatsbürger handelte.

## Politik

### Gemeindevertretung
Die Gemeindevertretung von Mescherin besteht aus zehn Gemeindevertretern und dem ehrenamtlichen Bürgermeister. Die Kommunalwahl am 26. Mai 2019 führte zu folgendem Ergebnis:
| Partei / Wählergruppe          | Stimmenanteil | Sitze |
| ------------------------------ | ------------- | ----- |
| Dorfverein am Oderstrom        | 57,8 %        | 6     |
| Gemeinsames Mescherin          | 37,0 %        | 4     |
| Einzelbewerber Dieter Schröder | 05,2 %        | –     |

### Bürgermeister
- 1998–2003: Karl Menanteau[9]
- 2003–2019: Wilfried Burghardt (Pro Neurochlitz)[10]
- 2019–2024: Volker Schmidt-Roy (Dorfverein am Oderstrom)
- seit 2024: Udo Augustinat (Gemeinsames Mescherin)

Schmidt-Roy war in der Bürgermeisterwahl am 26. Mai 2019 mit 52,1 % der gültigen Stimmen für eine Amtszeit von fünf Jahren gewählt worden.

Augustinat wurde in der Bürgermeisterwahl am 9. Juni 2024 mit 54,6 % der gültigen Stimmen für eine Amtszeit von fünf Jahren< gewählt.

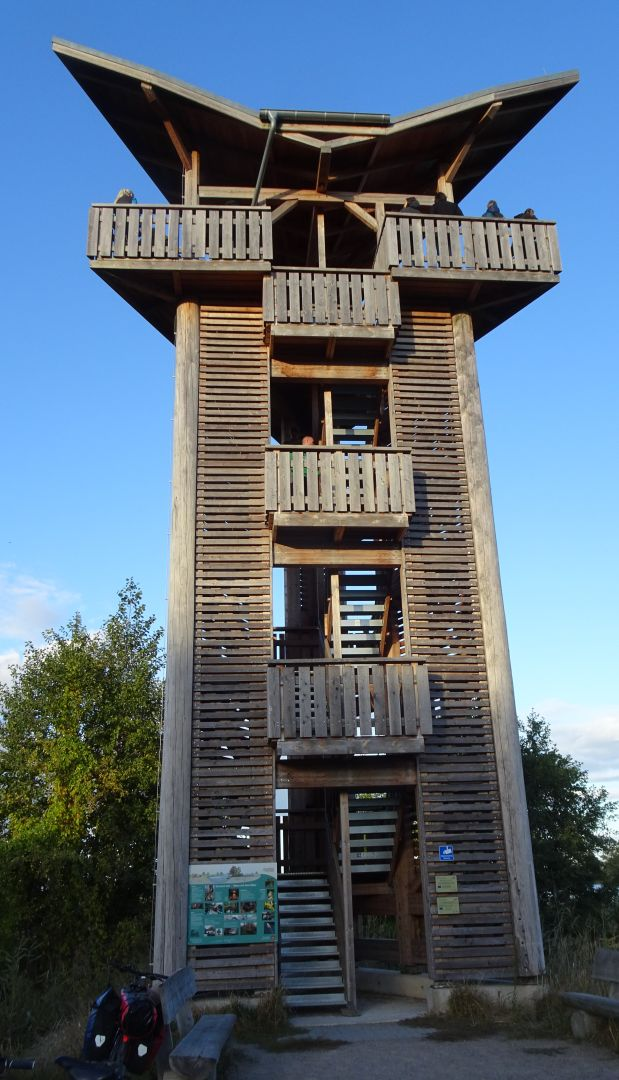
Beobachtungsturm

## Sehenswürdigkeiten

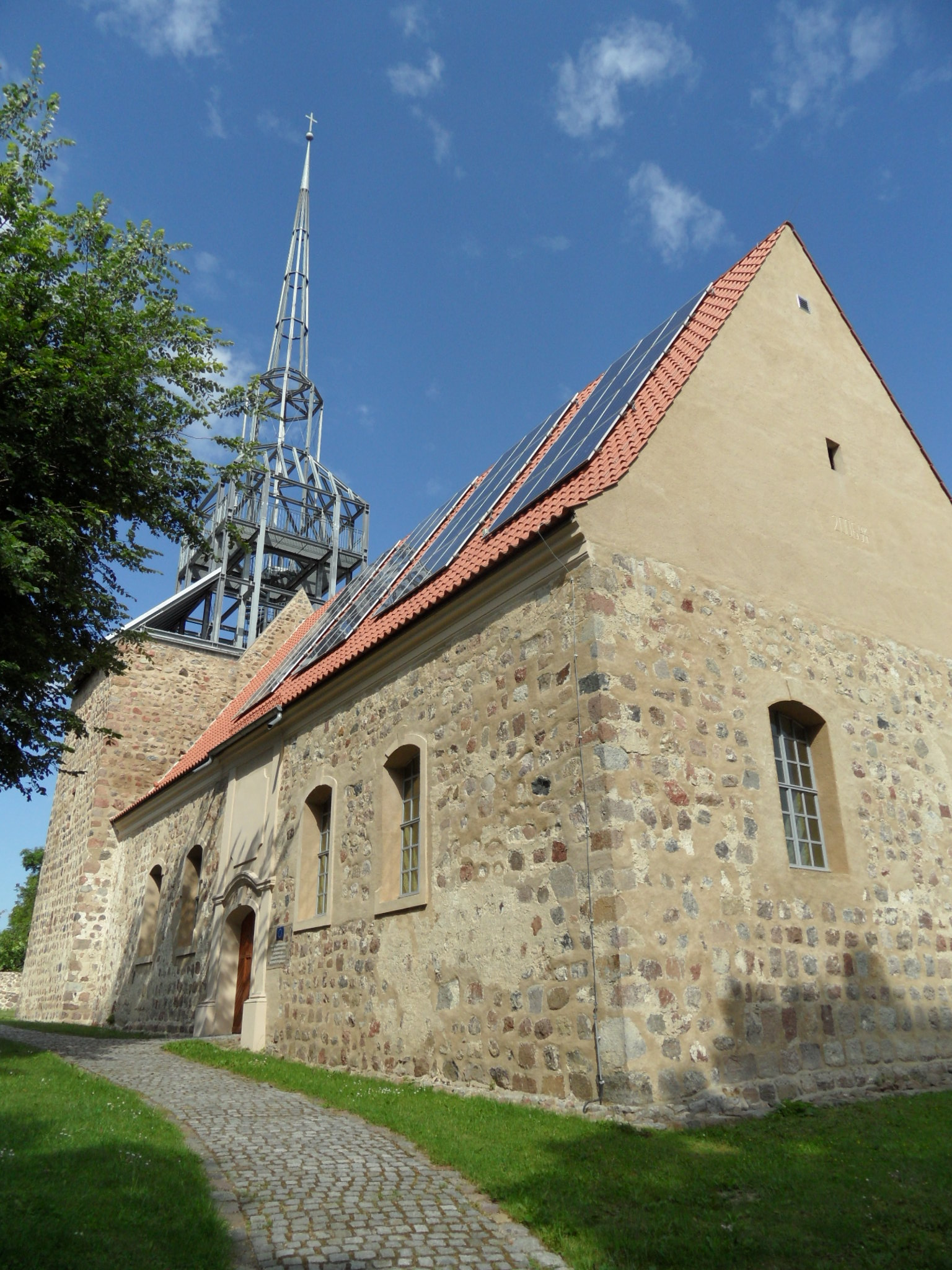
Gedächtniskirche Rosow

- Beobachtungsturm, 13 m hoch, mit einem geschwungenen Dach, das den Schwingen von Kranichen nachempfunden wurde. Er wurde 2014 eingeweiht und gestattet die Beobachtung von Vögeln im Staffelder Polder.[14]
- Gedächtniskirche Rosow, deutsch-polnische Gedenkstätte für Flucht, Vertreibung und Neuanfang

## Verkehr
Mescherin ist Endpunkt der Bundesstraße 113 aus Penkun. An ihrer Fortführung nach Osten befindet sich der Grenzübergang Mescherin–Gryfino über die Oder zur polnischen Nachbarstadt Gryfino. Zwei Kilometer westlich von Mescherin verläuft die B 2 (Schwedt–Szczecin). Die nächstgelegene Autobahnanschlussstelle (zwölf Kilometer entfernt) ist Penkun an der A 11 Berlin–Szczecin.
Der nächstgelegene Bahnhof befindet sich an der Bahnstrecke Wrocław–Szczecin in Gryfino. Der nächstgelegene Bahnhof im Inland ist Tantow an der Bahnstrecke Berlin–Szczecin.
Der Bahnhof Rosow im heutigen Ortsteil Rosow wurde 1980 stillgelegt.

## Mescherin in der Kunst
Mescherin ist der Handlungsort von Jakob Heins Roman Der Hypnotiseur oder Nie so glücklich wie im Reich der Gedanken (2022).

## Personen
- Albrecht von Blumenthal (1889–1945), Philologe